# 笹井章
笹井 章（ささい あきら、1924年9月19日 - 2004年7月16日）は、日本の経営者。明治製菓社長を務めた。東京都出身。

## 来歴・人物
旧制四高を経て1948年に九州大学農学部農芸化学科を卒業し、同年に明治製菓に入社。1974年11月に取締役に就任し、常務、専務を経て、1988年6月に社長に就任。1995年6月から会長を務めた。
1997年4月に勲三等旭日中綬章を受章。
2004年7月16日多臓器不全のために死去。79歳没。